# Anton Pfrogner

Anton Pfrogner

Anton Pfrogner (* 28. September 1886 in Klein Chotieschau; † 1. August 1961 in Ottobrunn) war sudetendeutscher Politiker (NSDAP).

## Leben

### Laufbahn im k.u.k. Militär
Pfrogner absolvierte nach dem Besuch der Volks- und Realschule die Kadettenschule in Wien. Als Fähnrich trat Pfrogner in das Kaiserschützenregiment Nr. II in Bozen ein, wo er als Fähnrich, Zugskommandant, Bergführer, Skilehrer, Telegraphenoffizier, Pionieroffizier und Adjutant eingesetzt war. 1912 erfolgte Pfrogners Wechsel zum Gebirgsschützen-Regiment Nr. 1 in Klagenfurt.
Ab 1914 war Pfrogner Zugs- und Kompaniekommandant und wurde bereits kurz nach Ausbruch des Ersten Weltkrieges am 26. August 1914 bei Przemislany durch einen Knieschuss verletzt. Im Frühjahr 1915 war er als Kompanie- und danach als Bataillonskommandant bei einem Tiroler Kaiserjäger-Regiment eingesetzt. Ab Sommer 1915 nahm Pfrogner an Kampfhandlungen an der Italienfront teil. Nachdem er 1916 in italienische Kriegsgefangenschaft geraten war, kehrte er als so genannter Austauschinvalider zur k.u.k-Armee als Nachrichtenoffizier bei den Generalstabsabteilungen der 11. k.u.k. Armee und der Heeresgruppe von Hölzendorf zur österreichischen Armee zurück. 
Nach Kriegsende wurde Pfrogner im Rang eines Hauptmanns mit mehreren Auszeichnungen aus der Armee entlassen.

### Landwirtschaft und NS-Agrarpolitik
Ab 1919 war Pfrogner im landwirtschaftlichen Genossenschaftswesen tätig, wo er letztlich die Position des Direktors der Lagerhausgenossenschaft Mies erreichte. Zudem war Pfrogner Präsident beim Genossenschaftsbund im Sudetenland.
Pfrogner wurde zunächst Mitglied im Bund der Landwirte, wechselte zur Deutschen Nationalpartei und engagierte sich ab 1933 in der Sudetendeutschen Heimatfront Konrad Henleins, die ab April 1935 als Sudetendeutsche Partei firmierte. Pfrogner wurde bei der Sudetendeutschen Heimatfront als Bauernführer Hauptleiter für Agrarpolitik und Bauernfragen bis zum Herbst 1938. Zwischen Mai 1935 und Ende Oktober 1938 war Pfrogner Senator der Tschechoslowakischen Nationalversammlung für den Wahlkreis Pilsen. Zudem saß er dem sudetendeutschen Nährstand ab Frühjahr 1938 vor.
Ab Herbst 1938 war Pfrogner Stabschef beim Sudetendeutschen Freikorps. Zum 1. November 1938 wechselte Pfrogner in die NSDAP (Mitgliedsnummer 6.565.758). Nach der Ergänzungswahl am 4. Dezember wurde Pfrogner 1938 Mitglied des nationalsozialistischen Reichstages bis zum Ende des NS-Regimes im Mai 1945 für die sudetendeutschen Gebiete. Im Sudetengau leitete er zunächst den Aufbaustab des Reichsarbeitsdienstes (RAD) an. Von Januar 1939 bis zum Kriegsende war Pfrogner Generalarbeitsführer für den Bereich Sudetenland-West mit Sitz in Teplitz-Schönau. Während des Zweiten Weltkrieges war Pfrogner bei einem Luftgau-Kommando als Führer des RAD eingesetzt. Pfrogner wurde am 21. Dezember 1944 das Ritterkreuz zum Kriegsverdienstkreuz mit Schwertern verliehen.
Bei Kriegsende wurde Pfrogner durch Soldaten der US-Armee festgenommen und interniert. Nach seiner Freilassung siedelte Pfrogner nach Österreich über.

### Nach dem Zweiten Weltkrieg
In Österreich war Pfrogner zwischen 1947 und 1952 Organisationsleiter der Grazer Versicherung Nordstern. Er wurde auch erster Leiter der Sudetendeutschen Jugend der Grazer Gruppe. 
Nach seiner Übersiedlung in die Bundesrepublik Deutschland zog Pfrogner nach Unterhaching. Dort wurde er Mitglied in der Sudetendeutschen Landsmannschaft, leitete die Organisation des Sudetendeutschen Tages 1954 in München und war auch anschließend in leitender Funktion bei der Sudetendeutschen Landsmannschaft tätig. Pfrogner verstarb Anfang August 1961 im Krankenhaus von Ottobrunn. 
Er ist auf dem St.-Leonhard-Friedhof in Graz beigesetzt.